# Dervish Hima

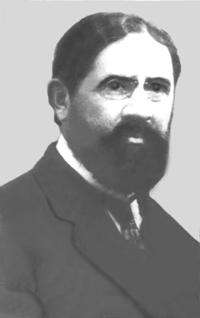
Dervish Hima

Dervish Hima eigentlich Ibrahim Mehmet Naxhi (* 1873 in Struga, Osmanisches Reich; † 13. April 1928 in Tirana, Albanien) war ein albanischer Politiker, Publizist, Journalist, Diplomat und Mitunterzeichner der Unabhängigkeitserklärung Albaniens in Vlora vom 28. November 1912. Er war ein bedeutender Vertreter der albanischen Nationalbewegung Rilindja.

## Leben
Dervish Hima absolvierte seine Schulausbildung in Bitola (Monastir) und in Thessaloniki. Er studierte zwei Jahre an der Militärmedizin-Hochschule in Istanbul. Dort hatte er Kontakte zur Bewegung der Jungtürken, was ihn veranlasste sich Gedanken über die Situation seiner albanischen Heimat zu machen.  

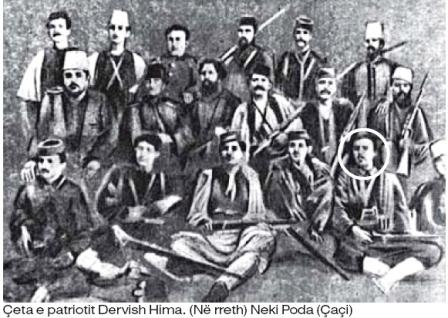
Dervish Hima unter albanischen Widerstandskämpfern im Jahre 1913.

In den Jahren von 1895 bis zum Ersten Weltkrieg ging Dervish Hima in verschiedene Länder, um in Schriften und Artikeln seinen Standpunkt zur albanischen Frage zu verbreiten. Dabei kritisierte er den amtierenden Sultan Abdülhamid II. und engagierte sich für die Befreiung der albanischen Gebiete von der osmanischen Herrschaft. Die osmanischen Behörden beobachteten Dervish Hima daraufhin und er wurde des Öfteren in Haft genommen. Unter anderem wurde er 1908 in Shkodra von osmanischen Polizeibehörden wegen einer Rede zur albanischen Autonomie verhaftet.
Er unterstützte die Annäherung zwischen den mazedonischen und albanischen Widerstandskämpfern gegen die serbischen Eroberer während des Ohrid-Debar-Aufstandes 1913.
Im Herbst 1917 wurde Dervish Hima zum Schulinspektor des Distriktes Tirana ernannt. 
Während der Pariser Friedenskonferenz 1919 kritisierte Dervish Hima in seinen Schriften die Großmächte für ihren „Eroberungsappetit“.
Im Jahre 1920 wurde er der erste Direktor des Albanischen Presseamtes.
Am 13. April 1928 starb Dervish Hima in Tirana.

## Tätigkeit als Herausgeber
In Bukarest gab Dervish Hima für kurze Zeit im Jahre 1898 die Zeitung Pavarësia e Shqipërisë (Albanische Unabhängigkeit) heraus, welche in Albanisch, Französisch und Rumänisch erschien. Im Oktober des Jahres 1899 ging er nach Rom und gab dort, zusammen mit Mehmet Bey Frashëri, die Zeitschrift Zëri i Shqipërisë (Stimme Albaniens) heraus, welche in Albanisch und Französisch erschien. Im Jahre 1903 gab Dervish Hima die Zeitschrift L’Albanie (Albanien) heraus, welche zunächst alle zwei Wochen in Genf und 1905 bis 1906 monatlich in Brüssel erschien. Im Jahre 1909 gab er in Istanbul, zusammen mit Hilë Mosi, die Zeitschrift Shqipëtari-Arnavud (Der Albaner) heraus. Diese Zeitschrift wurde unterstützt durch Österreich-Ungarn, bis sie im Jahre 1910 verboten wurde.